# Feevah
Feevah är en ö i Maldiverna.  Den ligger i den norra delen av landet, 245 km norr om huvudstaden Malé. Geografiskt är den en del av Miladhunmadulu atoll och tillhör administrativt Shaviyani. 
Tropiskt monsunklimat råder i trakten. Årsmedeltemperaturen i trakten är 25 °C. Den varmaste månaden är mars, då medeltemperaturen är 27 °C, och den kallaste är januari, med 26 °C. Genomsnittlig årsnederbörd är 1 910 millimeter. Den regnigaste månaden är augusti, med i genomsnitt 391 mm nederbörd, och den torraste är februari, med 60 mm nederbörd.